# Udžicuna Hódžó
Udžicuna Hódžó (japonsky: 北条氏綱, Hódžó Udžicuna; 1487 – 10. srpna 1541) byl vůdcem japonského pozdního klanu Hódžó z Odawary.

## Život
Byl synem Sóuna Hódžó, zakladatele klanu. Po svém otci se stal druhým vůdcem svého klanu a pokračoval v jeho expanzivní politice ve snaze ovládnout region Kantó. V roce 1524 dobyl na Tomookim Uesugim hrad Edo (v té době ještě málo významný). Tím rozpoutal 17 let trvající konflikt mezi klany Hódžó a Uesugi o nadvládu nad regionem Kantó. Válečná štěstěna se střídavě přikláněla na jednu a na druhou stranu až nakonec v roce 1537 Udžicuna dobyl hrad Kawagoe, při jehož obraně zahynul Tomooki Uesugi. Následně Udžicuna obrátil svou pozornost k provincii Šimósa, kde se proti němu postavili Jošiaki Ašikaga a Jošitaka Satomi a v bitvě u Kónodai v roce 1538 Udžicuna spojené armády svých rivalů porazil.
V roce 1541 Udžicuna umírá, když před tím předal vládu svému synovi Udžijasuovi.